# Blinder Passagier
Ein blinder Passagier ist ein Passagier, der illegal mit einem Flugzeug, Schiff, Zug oder Bus reist und sich, im Gegensatz zum Schwarzfahrer, versteckt hält.

## Begriffsherkunft
Im deutschen Sprachraum ist der Begriff mindestens seit 1827 bekannt. Im Buch der Lieder schrieb Heinrich Heine:
Wir fuhren allein im dunkeln

Postwagen die ganze Nacht;

Wir ruhten einander am Herzen,

Wir haben gescherzt und gelacht.

Doch als es Morgens tagte,

Mein Kind, wie staunten wir!

Denn zwischen uns saß Amor,

Der blinde Passagier.
Verbreitet ist der Begriff mind. seit 1907. In diesem Jahr veröffentlichte Jack London seinen Roman Abenteurer des Schienenstranges, in dem der Begriff verwendet und so erklärt wird: Anfang des 20. Jahrhunderts gab es bei den Bahnen Wagenmodelle, bei denen man während der Fahrt nicht vom Wageninneren auf die stirnseitigen Plattformen gelangen konnte, die auch nicht einsehbar waren. Diese Wagen werden im Roman „Blinde Wagen“ genannt und Personen, welche – so wie der Protagonist des Romans – unentdeckt mitfahren wollten, konnten versuchen, unmittelbar vor der Abfahrt unentdeckt auf diese Plattform zu gelangen. Der Begriff stammt sehr wahrscheinlich aber aus dem Postkutschenverkehr und bezeichnet auch dort den Reisenden, der nicht gesehen wird, weil er sich wegen nicht gezahlten Beförderungsentgeltes versteckt hält.

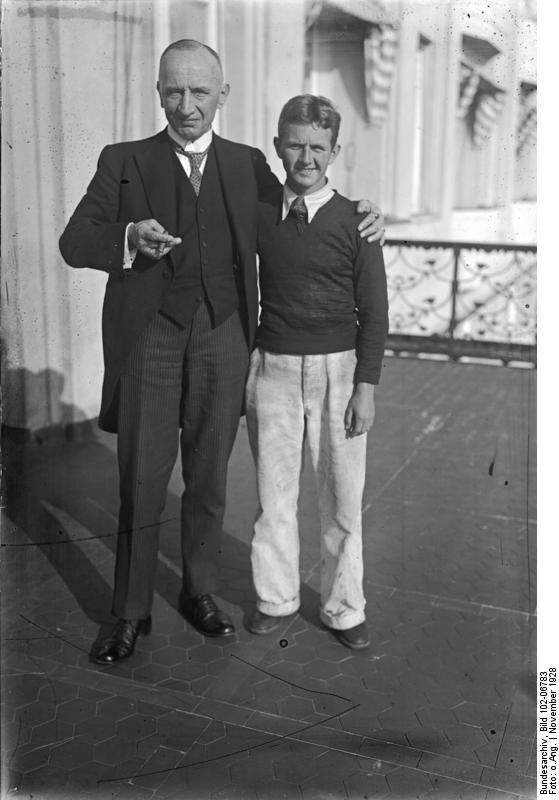
Clarence Terhune, dem es als Erstem gelang, als blinder Passagier in einem Zeppelin den Ozean zu überfliegen, nach seiner Freilassung mit dem Reichsverkehrsminister Theodor von Guérard auf dem Balkon des Kurgarten-Hotels in Friedrichshafen; 1928

## Motive und Risiken
Die Gründe, als blinde Passagiere zu reisen, können ökonomisch und politisch sein. Blinde Passagiere reisen mit hohem Risiko. Da sie unerlaubt an Bord sind, müssen sie zuweilen tagelang ohne Wasser oder Nahrung auskommen und riskieren so den Tod. Lebensgefährlich ist die Reise als blinder Passagier auch in Fahrwerkschächten oder Frachträumen von Flugzeugen wegen ungesicherten Druckverhältnissen, Sauerstoffmangel und niedrigen Temperaturen in großen Höhen. Seit den Terroranschlägen am 11. September 2001 in den USA wurde die Möglichkeit, blinder Passagier zu werden, weiter erschwert, indem Kontrollen an Flughäfen verschärft wurden. Auf Schiffen ist wegen der längeren Reisedauer die Gefahr zu verhungern oder zu verdursten größer, auch kommen Erstickungen durch Treibstoffdämpfe vor, oder es kann zu tödlichen Verletzungen durch mechanische Kräfte, zum Beispiel beim Aufrollen der Ankerkette kommen. Auch sind Fälle von Schiffsbesatzungen aus den letzten Jahren dokumentiert, die aus Angst vor Bestrafung im Zielhafen und vor Zusatzkosten blinde Passagiere über Bord warfen oder sie auf hoher See aussetzten.
Blinde Passagiere unterliegen juristischer Verfolgung; ihr Eindringen in Häfen, Flughäfen und Verkehrsmittel ist illegal und wird bestraft. Außerdem begehen sie Beförderungserschleichung. Blinde Passagiere, die beim Überschreiten von Grenzen entdeckt werden und kein Aufenthaltsrecht besitzen, werden aus den meisten Ländern der Erde auf Kosten des Reeders bzw. der Luftfahrtgesellschaft zurückgebracht. Solche Rückführungskosten können nach Recherchen der New York Times von 2015 bis zu 50.000 US-Dollar pro illegal Eingereisten betragen, im Fall von Verzögerungen im Terminplan von Schiffen können sich diese Kosten noch deutlich erhöhen.

## Beispiele
Mit Wasserfahrzeugen als Transportmittel:
- 1914 schlich sich der walisische Seemann Perce Blackborow in Buenos Aires an Bord der Endurance, bevor diese zu ihrer transantarktischen Expedition aufbrach. Blackborow wurde entdeckt und vom Expeditionsleiter Ernest Shackleton als Steward angeheuert – unter der Bedingung, dass man ihn als ersten verspeisen würde, falls die Nahrung ausginge. Die Endurance wurde vom antarktischen Packeis eingeschlossen und zerdrückt. Zusammen mit der Besatzung musste Blackborow unter erbärmlichsten Bedingungen zweimal in der Antarktis überwintern und überlebte nur mit knapper Not.
- 1996 wurden drei Rumänen auf dem taiwanischen Frachtschiff Mærsk Dubai über Bord geworfen und sind seitdem verschollen. Ein vierter Rumäne wurde von der Besatzung versteckt gehalten. Der Kapitän wurde in Kanada und Taiwan vor Gericht gestellt, letztlich aber freigesprochen.
- Im Mai 2011 setzte die Besatzung des Frachters Dona Liberta zwei blinde Passagiere im Atlantik auf einem improvisierten Floß aus, das man aus Ölfässern und einer Tischplatte zusammengebaut hatte. Ermittlungen gegen den Kapitän wurden aus Mangel an Beweisen eingestellt.[1]
- Auf dem Autofährschiff Euroferry Olympia wurden, nachdem am 18. Februar 2022  ein Brand ausgebrochen war, zumindest auch zwei Migranten von Bord geholt, die sich versteckt gehalten hatten.
- Im November 2022 überlebten drei Menschen eine elftägige Überfahrt von Lagos nach Gran Canaria auf dem Ruderblatt eines Öltankers.[2]

Mit Luftfahrzeugen als Transportmittel:
- Am 28. Juli 1999 versuchten die guineischen Jungen Yaguine Koita und Fodé Tounkara im Frachtraum eines Flugzeuges von Conakry (Guinea) nach Brüssel (Belgien) zu fliegen und erfroren auf diesem Flug. Ihr Brief an die „Mitglieder und Verantwortlichen von Europa“, den sie mit sich trugen, machte weltweit Schlagzeilen.
- Am 9. Mai 2004 wurden zwei blinde Passagiere während des Fluges von Mayagüez nach Luis Muñoz Marín in San Juan (Puerto Rico) während der Landung schwer verletzt.
- Am 8. Juni 2005 wurden die Überreste eines blinden Passagiers im Fahrwerkschacht einer Maschine der South African Airways gefunden.
- Am 19. Juli 2007 wurde die Leiche eines blinden Passagiers im Fahrwerk einer Maschine der United Airlines gefunden.
- Am 8. Februar 2010 wurde in Tokio eine Leiche im Fahrwerksschacht einer aus New York angekommenen Maschine der Delta Airlines gefunden. Der Mann, der nur Jeans und ein langärmliges Hemd trug, hatte keinen Pass oder Gepäck bei sich und war wahrscheinlich erfroren.[3]
- Mitte April 2010 wurde in der Nähe von Zürich eine Leiche in der Anflugschneise des Flughafens gefunden. Es wird vermutet, dass es sich um einen blinden Passagier handelt, welcher aus einem Fahrwerksschacht fiel.[4]
- Am 9. Juni 2010 überlebte ein Rumäne einen Flug im Fahrwerk eines Jumbojets von Wien nach London. Der Mann fiel bei der Landung aus dem Fahrwerksschacht und wurde vom Sicherheitspersonal festgenommen.[5]
- Am 13. Juli 2011 entdeckten Airlinemitarbeiter bei der Nachflugkontrolle des Flugs Iberia „IB 6620“ von Havanna nach Madrid eine Leiche im Fahrwerksschacht. Die spanische Polizei Guardia Civil führte eine Autopsie des Leichnamens durch.[6]
- Am 21. April 2014 flog ein 16-jähriger Jugendlicher allem Anschein nach im Fahrwerkschacht einer Boeing 767 der Hawaiian Airlines von San José in Kalifornien nach Maui auf Hawaii und überlebte den Fünfeinhalb-Stunden-Flug. Während des Fluges war er Medienberichten zufolge größtenteils ohnmächtig.[7][8][9]
- Im Juni 2015 wurde in London auf dem Dach eines Hauses im Vorort Richmond eine Leiche gefunden. Untersuchungen ergaben, dass es sich um einen Mann aus Mosambik handelte, der in Johannesburg in den Schacht des Fahrwerks eines Flugzeugs geklettert war. Als das Fahrwerk beim Landeanflug ausgefahren wurde, stürzte er aus einer Höhe von 400 Metern ab. Ein weiterer blinder Passagier, der sich im Fahrwerk derselben Maschine versteckt hatte, konnte lebend gerettet werden.[10]
- Am 8. Januar 2020 wurde in Paris Charles de Gaulle im Fahrwerkschacht einer Maschine der Air France ein totes etwa 10-jähriges Kind entdeckt, das vor dem Abflug in Elfenbeinküste hineingeklettert sein dürfte.[11]
- Am 24. Januar 2022 überlebte ein 22-jähriger Mann im vorderen Fahrwerksschacht einer Boeing 747 der Cargolux den 11-stündigen Flug von Nairobi nach Amsterdam ohne schwerwiegende Gesundheitsschäden.[12]